# Big Run (condado de Marion)
Big Run es un área no incorporada ubicada dentro del Distrito Oeste de Augusta, una división civil menor del condado de Marion (Virginia Occidental), Estados Unidos. Está catalogada como un asentamiento humano por la Junta de Nombres Geográficos de los Estados Unidos.
El número de identificación (ID) asignado por el Servicio Geológico de Estados Unidos es 1549593.

## Geografía
Se encuentra a una altitud de 321 m s. n. m. (1053 pies) según el conjunto de datos de elevación nacional.